# Oblast de Samarcande

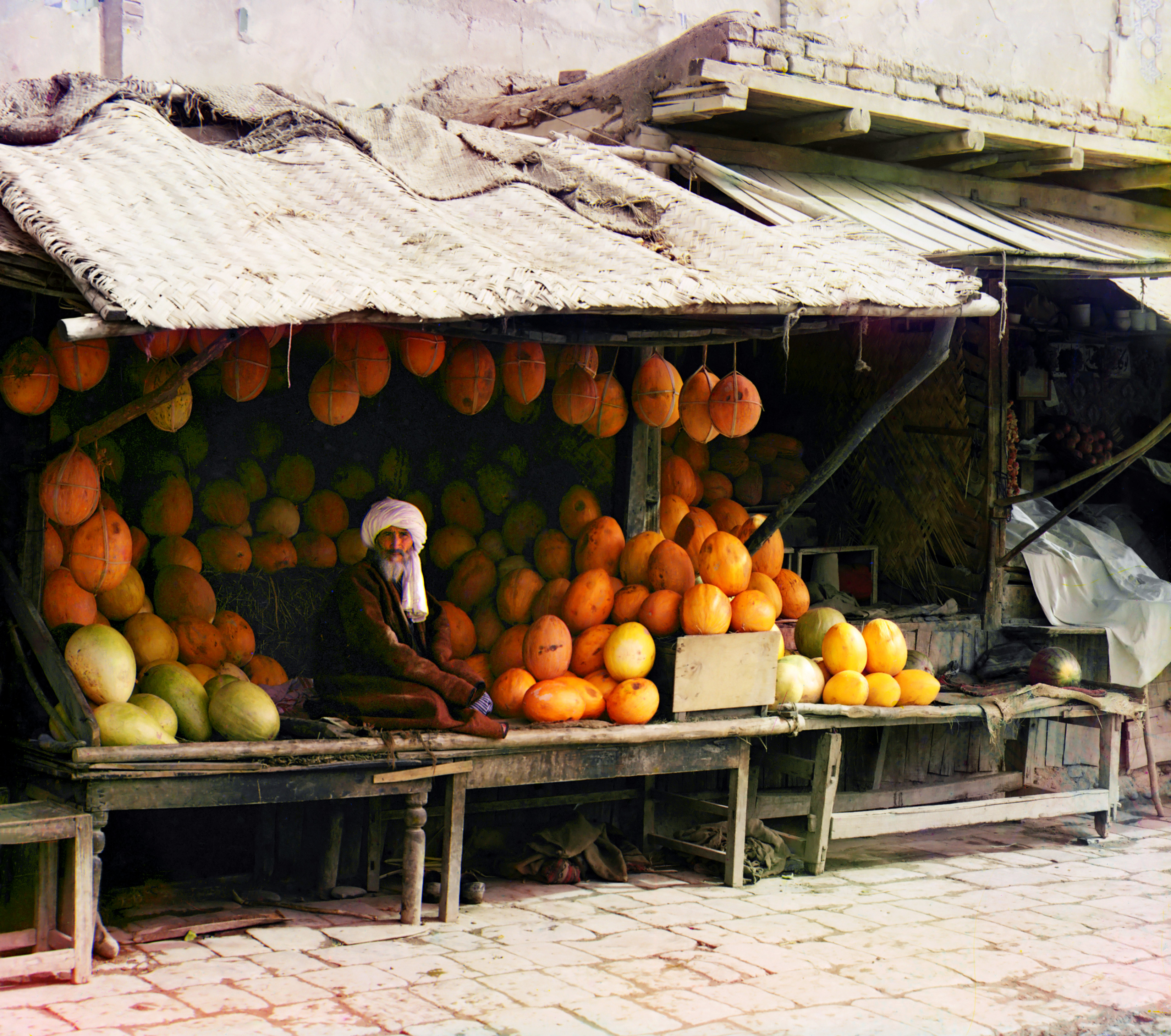
Vendeur de pastèques à Samarcande au début du XXe siècle. Photographie de Prokoudine-Gorski.

1887–1919
Entités précédentes :
- Okroug du Zeravchan

Entités suivantes :
- Oblast de Samarcande

L'oblast de Samarcande est une subdivision administrative de l'Empire russe appartenant au Turkestan russe qui exista de 1887 à 1919. Sa capitale était à Samarcande, aujourd'hui en Ouzbékistan.
C'est également une subdivision de la République socialiste soviétique d'Ouzbékistan de 1938 à 1989.

## Historique
L'oblast est formée le 1er janvier 1887 (13 janvier dans le calendrier grégorien) sur la base de l'okroug du Zeravchan au sud-ouest du kraï du Turkestan entre 65°20' et 71°20' de longitude et 38° et 41° de latitude. Elle est limitée au nord et au nord-est par l'oblast du Syr-Daria, à l'est par l'oblast de Ferghana. Le reste de ses limites borde différents territoires dépendant de l'émirat de Boukhara.

## Administration
Au début du XXe siècle, l'oblast de Samarcande était partagée en quatre ouiezds.
| no | ouiezd                  | Chef-lieu d'ouiezd          | Superficie, verstes ² | Population (1897) |
| -- | ----------------------- | --------------------------- | --------------------- | ----------------- |
| 1  | ouiezd de Djizak        | Djizak (15 710 hab.)        | 25 812,0              | 222 683           |
| 2  | ouiezd de Katta-Kourgan | Katta-Kourgan (10 087 hab.) | 6 997,6               | 110 006           |
| 3  | ouiezd de Samarcande    | Samarcande (55 128 hab.)    | 7 751,3               | 342 197           |
| 4  | ouiezd de Khodjent      | Khodjent (30 109 hab.)      | 20 036,7              | 185 135           |

## Population
La population de l'oblast s'élevait au recensement de 1897 à 860 021 habitants (472 443 hommes et 387 578 femmes), dont 135 313 habitants en villes (75 289 hommes et 60 024 femmes).
La répartition ethnolinguistique était la suivante :
| ouiezd                  | Ouzbeks | Tadjiks | Kazakhs | Kachgars | Sartes | Russes |
| ----------------------- | ------- | ------- | ------- | -------- | ------ | ------ |
| Oblast entière          | 59,0 %  | 26,8 %  | 7,3 %   | 2,3 %    | 2,1 %  | 1,5 %  |
| ouiezd de Djizak        | 65,2 %  | 2,2 %   | 23,1 %  | …        | 7,6 %  | …      |
| ouiezd de Katta-Kourgan | 90,9 %  | 7,2 %   | …       | …        | 0,04 % | …      |
| ouiezd de Samarcande    | 48,6 %  | 36,0 %  | …       | 1,1 %    | 0,1 %  | 2,4 %  |
| ouiezd de Khodjent      | 33,3 %  | 50,9 %  | 6,2 %   | 7,8 %    | 0,2 %  | 1,2 %  |